# Langya-Virus
Langya-Virus (englisch Lángyá virus, LayV; Spezies Parahenipavirus langyaense) ist die Bezeichnung eines im Jahr 2022 erstbeschriebenen zoonotischen Virus aus der Gattung Parahenipavirus (früher zu Henipavirus) in der Unterfamilie Orthoparamyxovirinae  der Familie Paramyxoviridae.

## Geschichte der Entdeckung und Erstbeschreibung
Das Hendra-Virus (Spezies Henipavirus hendraense) und das Nipah-Virus (Spezies Henipavirus nipahense) sind zwei Viren aus der Schwestergattung Henipavirus, deren eigentliches Wirtsreservoir im Tierreich liegt, die aber auch bei Menschen schwere, unter Umständen lebensbedrohliche Erkrankungen auslösen können. Nach dem Ausbruch der durch das neuartige Coronavirus SARS-CoV-2 verursachten COVID-19-Pandemie rückten mögliche zoonotische Erreger stärker in den Fokus des wissenschaftlichen Interesses. Eine Gruppe von Wissenschaftlern aus China (Peking, Qingdao), sowie Singapur und Australien (Melbourne) untersuchte zwischen April 2018 und August 2021 systematisch Patienten mit fieberhaften Infekten in China, die kurz zuvor Kontakt zu Tieren gehabt hatten, auf zoonotische Henipaviren. Die Patienten wurden aus drei großen Krankenhäusern (eines in Qingdao, Provinz Shandong, zwei in Xinyang, Provinz Henan) rekrutiert.
Dabei gelang die Identifizierung und Charakterisierung eines bis dato unbekannten Henipavirus aus dem Rachenabstrich einer 53-jährigen Patientin. Die Charakterisierung erfolgte mittels Hochdurchsatz-Sequenzierung und anderer molekularbiologischer Methoden. Das Virus wurde Langya-Virus benannt. Im Folgenden wurden aus der untersuchten Patientengruppe insgesamt 35 Patienten mit einer Langya-Virusinfektion identifiziert. Bei 26 dieser Patienten konnte kein weiteres Pathogen außer dem Langya-Virus detektiert werden. Die große Mehrheit der Infizierten waren Bauern. Das International Committee on Taxonomy of Viruses (ICTV) hat bei der offiziellen Anerkennung im April 2024 das Virus aber zusammen mit einigen anderen (wie dem Mojiang-Virus) der neue eingerichteten Schwestergattung Parahenipavirus zugeordnet.

## Erregerreservoir
Ein mutmaßliches Erregerreservoir bilden Spitzmäuse. Bei Crocidura lasiura war das Virus in 52 % der Tiere nachweisbar, bei Asiatischen Gartenspitzmäusen in 20 %.

## Virusgenom
Der Prototyp des Virus umfasst eine 18.402 Nukleotide lange Einzelstrang-RNA mit (−)-Polarität und eine putative Genomorganisation analog der der bekannten Henipaviren. Die phylogenetisch engste Verwandtschaft bestand zum Mojiang-Virus (englisch Mòjiāng virus, Spezies Parahenipavirus mojiangense), das ebenfalls in China entdeckt wurde.

## Klinische Symptome der Infektion beim Menschen
Die Henle-Koch-Postulate waren in der Erstbeschreibung des Virus formal nicht erfüllt, jedoch gab es eine Reihe von Evidenzen, die für eine kausale Rolle des Virus bei den Erkrankungen sprachen (deutlicher Anstieg des virusspezifischen Immunglobulin G bei Rekonvaleszenten etc.). Eine Mensch-zu-Mensch-Übertragung wurde nicht beobachtet. Die im ursprünglichen Patientenkollektiv beobachteten Symptome umfassten Fieber (100 % der Patienten), Müdigkeit (54 %), Husten (50 %), Inappetenz (50 %), Muskelschmerzen (46 %), Übelkeit (38 %), Kopfschmerzen (35 %) und Erbrechen (35 %). Laborchemisch zeigten sich Thrombozytopenie (35 %), Leukopenie (54 %) und eine eingeschränkte Leber- (35 %) und Nierenfunktion (8 %). Todesfälle traten nicht auf.